# バートは天才?
「バートは天才?」（原題：Bart the Genius）は『ザ・シンプソンズ』の第1シーズンの2番目のエピソードである。オリジナル版はアメリカにおいて1990年1月14日にフォックス・テレビにて放映された。このエピソードは脚本家のジョン・ヴィッティによって書かれた最初の作品であり、また、デヴィッド・シルヴァーマンが初めて監督を務めた作品でもある。このエピソードから現在、お馴染みとなっているシンプソンズのオープニングが組み込まれた。このエピソードの主な筋書きはバート・シンプソンが知能検査で不正を働き、その結果、彼が天才として扱われ、彼が天才としての人生を経験するというものになっている。また、この回でバートの決め台詞「パンツでも被ってろ。」が出てくる。悲惨な出来だった「子守のおばちゃま」を見た製作スタッフらにとって今作品はシリーズの将来を左右する鍵を握っていた。そして、この作品を見たスタッフはその仕上がりに満足し、以後、シリーズが続いていくこととなった。

## 黒板ギャグ
- (日本語版) チョークをムダにしません
- (オリジナル版) I WILL NOT WASTE CHALK